# Irene Flunser Pimentel
Irene Flunser Pimentel (Lissabon, 1950) is een Portugese historica gespecialiseerd in de Portugese geschiedenis van de 20e eeuw eeuw, met name de Estado Novo en de toenmalige geheime dienst, de PIDE.

## Biografie
Pimentel is onderzoeker aan het Instituut voor Hedendaagse Geschiedenis in Lissabon, Portugal. Ze studeerde geschiedenis aan de Faculteit der Letteren van de Universiteit van Lissabon en heeft een doctorsgraad in de institutionele en politieke geschiedenis van de 20e eeuw van de Faculteit Sociale en Menswetenschappen van het Nieuwe Universiteit van Lissabon. 

## Prijzen en erkenning
In 2007 ontving ze de Pessoa-prijs.
In 2012 ontving ze de Máxima Literatuurprijs in de categorie Essay voor Ieder zijn eigen plek – de vrouwelijke politiek van de nieuwe staat.  
In 2015 ontving ze van de Franse regering het Chevalier-insigne van de Nationale Orde van het Legioen van Eer.  

## Publicaties (selectie)[7][8]
- Informadores da PIDE – A Tragédia Portuguesa (PIDE-informanten – De Portugese tragedie) (2022) [9]
- História das Organizações Femininas do Estado Novo(De geschiedenis van vrouwenorganisaties van de Estado Novo (2000) [10]
- Judeus em Portugal durante a Segunda Guerra Mundial. Em fuga a Hitler e ao Holocausto (Joden in Portugal tijdens de Tweede Wereldoorlog . Ontsnappen aan Hitler en de Holocaust) (2006)
- Vítimas de Salazar. Estado Novo e Violência Política (co-autoria com João Madeira e Luís Farinha) (Salazars slachtoffers. Estado Novo en politiek geweld {co-auteur met João Madeira en Luís Farinha}) (2007) [11]
- PIDE / DGS . 1945-1974 (2007)
- Cardeal Cerejeira. O Príncipe da Igreja (Kardinaal Cerejeira. De Prins van de Kerk) (2010) [12]
- A Cada Um o Seu Lugar. A política feminina do Estado Novo (Ieder zijn eigen plek. De vrouwelijke politiek van de Estado Novo) (2011) [13]
- Salazar, Portugal e o Holocausto (co-autoria com Cláudia Ninhos) (Salazar, Portugal en de Holocaust {co-auteur met Cláudia Ninhos}) (2012) [14]
- Espiões em Portugal Durante a II Guerra Mundial (Spionnen in Portugal tijdens de Tweede Wereldoorlog) (2013) [15]
- História da Oposição à Ditadura (1926-1974) (Geschiedenis van het verzet tegen de dictatuur (1926-1974)) (2014)
- O caso da PIDE/DGS (Het geval PIDE/DGS) (2017)

Verschillende wetenschappelijke artikelen en co-auteurschap in encyclopedieën en audiovisuele programma's.
- O Comboio do Luxemburgo (2016) com Margarida de Magalhães (De Luxemburgse trein (2016) met Margarida de Magalhães Ramalho) [16] [17]

Ze publiceerde in verscheidene kranten en weekbladen, bijvoorbeeld in de Portugese krant Público.